# Sufetula sufetuloides
Sufetula sufetuloides là một loài bướm đêm trong họ Crambidae.